# Catolândia
Catolândia é um município brasileiro no interior e oeste do estado da Bahia. Fica a 30 km de Barreiras, o principal município do oeste baiano.
Com 3 560 habitantes, segundo estimativa de 2024 do Instituto Brasileiro de Geografia e Estatística (IBGE), é o município com a menor população da Bahia.

## História
Originalmente toda a região do Extremo Oeste Baiano, denominada Comarca do Rio de São Francisco, pertencia ao estado de Pernambuco até o ano de 1824, onde está localizada a cidade de Catolândia, pertenceu ao município de Cotegipe (Campo Largo) até 1890, em 1891 deste território emancipou Aagical e mais tarde emancipou Barreiras, e em 27 de julho de 1962 foi criado o município de Catolândia. A região oeste Baiano na margem esquerda do rio São Francisco pertenceu a Pernambuco até meados de 1824. D. Pedro I a desligou do território pernambucano como punição pelo movimento separatista conhecido como Confederação do  Equador. A então Comarca do Rio São Francisco foi o último território desmembrado de Pernambuco, impondo àquele estado uma grande redução da extensão territorial, de 250 mil km² para os 98.311 km² atuais. Por três anos foi cedida ao estado de Minas Gerais e depois a região foi anexada provisoriamente ao estado da Bahia, em 1827, permanecendo assim desde então.
Catolândia recebeu status de município pela lei estadual nº 1758 de 27 de julho de 1962, com território desmembrado de Barreiras.

## Demografia

### População
Segundo o Censo 2022 do IBGE, a população do município de Catolândia era de 3 434 habitantes, ocupando a posição 417ª na Bahia, 1693ª no Nordeste e 4873ª no Brasil. Já na estimativa de 2024, a população era de 3 560 habitantes. É o município com a menor população da Bahia.

## Economia
A economia de Catolândia tem como base a agropecuária de subsistência, com produção de banana, cana-de-açúcar, mandioca, milho, etc.